# Telefonbuch
Ein Telefonbuch enthält eine alphabetische Auflistung aller Teilnehmer eines Telefonnetzes, meist unterteilt in Regionen, mitsamt ihren zugehörigen und eindeutigen Telefonnummern. Nicht enthalten sind Geheimnummern oder Telefonnummern, bei denen der Kunde einer Eintragung widersprochen hat oder keine Veröffentlichung in den Printmedien wünscht. Durch die vielfach enthaltenen Adressen können Telefonbücher auch als Adressbuch verwendet werden.
Zum Schutz vor widerrechtlicher Nutzung und Weiterverkauf der Adressdaten, zum Beispiel für Marketingzwecke, enthalten Telefonbücher sogenannte „Kontrolleinträge“, also Adressen von fiktiven Personen (ähnlich den fingierten Artikeln in Lexika). Damit könnten unrechtmäßige Nutzer der Daten aufgespürt werden. Wenn beispielsweise ein fiktiver Name auch im Telefonbuch eines anderen Anbieters erscheint, ist offensichtlich, dass der andere Anbieter die Telefondatensätze kopiert hat.
Die Printverzeichnisse werden von den Telefonbuchverlagen meist einmal pro Jahr herausgegeben. Die verschiedenen Ausgabe zu verschiedenen Terminen um Redaktion und Druckerei gleichmäßig auszulasten.
Darüber hinaus sind die Telefonnummern heute auch über das Internet oder auf CD-ROM erhältlich. Dort werden neben den regelmäßig aktualisierten Kontaktdaten oft zahlreiche Zusatzfunktionen wie Internetadressen, Kartenausschnitte des Wohnorts oder Routenplaner geboten. Die anrufbare Telefonauskunft, kurz Auskunft, war vor Jahrzehnten kostenlos. Telefonbücher sind für effizientes Nachschlagen gestaltet, weisen jedoch mehr oder weniger auch Werbeeinschaltungen auf.

## Vollständigkeit
Vor der Liberalisierung des Telekommunikationsmarktes (in Europa in den 1980er- und 1990er-Jahren) war das Telefonbuch eine nahezu vollständige Aufstellung sämtlicher Haushalte, da einerseits in den 1980er Jahren bereits fast jeder Haushalt über einen Telefonanschluss verfügte, andererseits der Eintrag im Telefonbuch für den Anschlussinhaber verpflichtend war.
Mittlerweile hat sich der Markt dahingehend verändert, dass sich mehrere Wettbewerber das ehemalige Monopol der Telefonbuchherausgeber teilen. Aber auch in Zeiten neuer Kommunikationstechnologien von der Mobil- bis hin zur IP-Telefonie sind die Telefonbuchverleger weiterhin bemüht, durch zusätzliche eigenständige Recherchen den Datenbestand vollständig und aktuell zu halten. Traditionelle Festnetzanschlüsse lassen sich nach der engen Definition der Adresse (ortsfeste Anschrift) teilweise noch dem geografischen Ende der Telefonleitung zuordnen. Mobile Telefonnummern sind an den veränderlichen Aufenthalt des Endgeräts gekoppelt und können daher nur schwer in traditionelle Telefonbücher, die auf einem Regionalprinzip beruhen, eingegliedert werden. Hier werden sie in der Regel zusätzlich zu Festnetzanschlüssen für einen Inhaber angegeben. Ähnliches gilt für IP-Telefonie-Rufnummern oder gar Internetdienste wie Skype. Darüber hinaus lassen sich solche Daten weder einfach erfassen, da die Benutzer ihre Anschrift nicht angeben, noch wünschen die meisten Benutzer ihren Benutzernamen unter Zuordnung zu einem Klarnamen in einem gedruckten Verzeichnis mit Wohnanschrift zu finden.
In heutigen Telefonbüchern sind bei weitem nicht mehr alle Bewohner einer Stadt aufgeführt – einerseits weil viele Anschlussinhaber aus Datenschutzgründen (z. B. wegen unerwünschter Werbeanrufe oder über das Telefon begangener Betrügereien, etwa dem Enkeltrick) keinen Eintrag mehr wünschen – zum anderen gibt es durch die Verbreitung des Mobilfunks mittlerweile viele Personen, die gar keinen Festnetzanschluss haben.

## Geschichte und lokale Eigenheiten

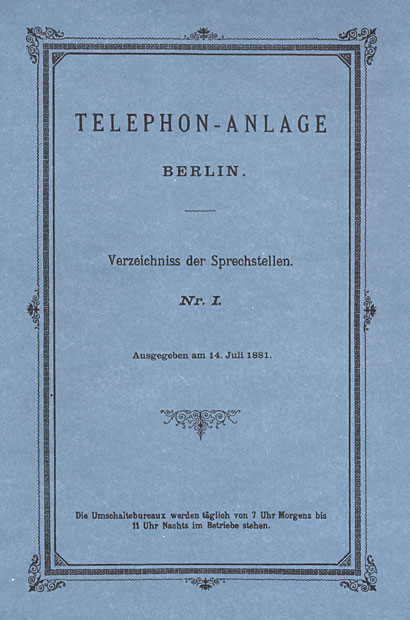
Umschlag des ersten Berliner Telefonbuchs vom 14. Juli 1881

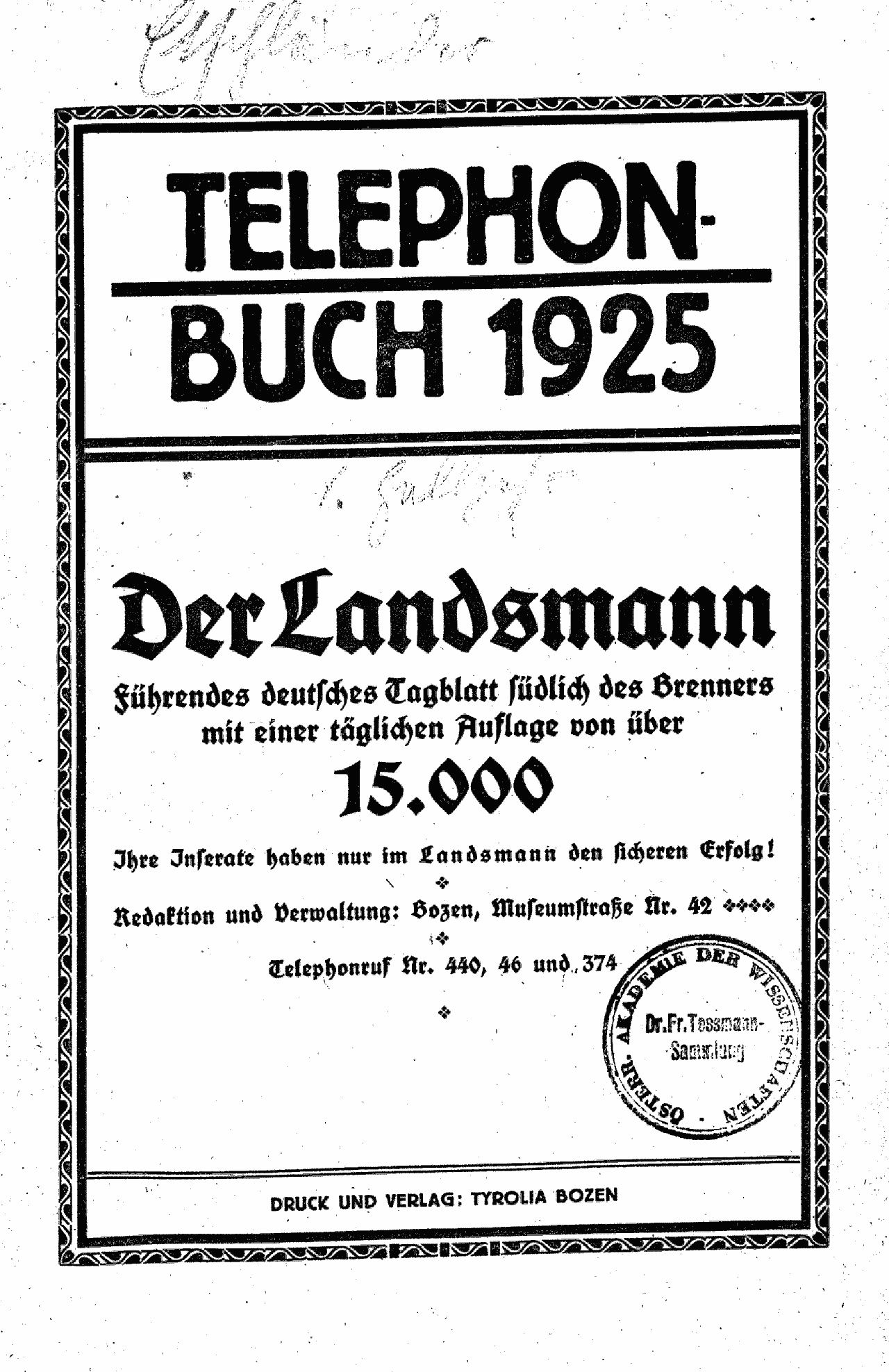
Telefonbuch für Südtirol von 1925

Titelseite des Amtlichen Fernsprechbuches für den Bezirk der Reichspostdirektion Berlin 1941, 1534 Seiten

Das erste Telefonbuch überhaupt erschien am 21. Februar 1878 in New Haven, Connecticut. Es war eine Liste mit 50 Einträgen.

### Deutschland
1877 hatte Generalpostmeister Heinrich von Stephan in einer Zeitschrift das von Philipp Reis erfundene Telefon entdeckt. Am 26. Oktober 1877 wurden in Berlin unter seiner und Generaltelegraphendirektor Buddes Regie erfolgreiche Übertragungsversuche durchgeführt, die die Errichtung eines ersten Telefonnetzes in Deutschland zur Folge hatten. Am 14. Juli 1881 wurde in Berlin das erste deutsche Telefonbuch mit dem Titel „Verzeichniss der bei der Fernsprecheinrichtung Betheiligten“ herausgegeben. Von Stephan bestand darauf, die deutsche Bezeichnung für Telefon zu verwenden. Dieses Verzeichnis enthielt 185 Einträge, alphabetisch sortiert und aufgeteilt in vier Spalten mit Nummer, Namen oder Firmennennung, der „Bezeichnung des Standes oder Geschäftszweiges“ sowie der Adresse von „Wohnung oder Geschäftslokal“. Im Berliner Volksmund wurde das erste Telefonbuch Deutschlands auch „Buch der Narren“ genannt, weil dem Menschen auf der Straße die ersten deutschen Teilnehmer leidtaten, die auf diesen „Schwindel aus Amerika“ hereingefallen waren.
1889 konnte von Stephan den zehntausendsten Anschluss verkünden. Ausgefallen sind die Telefonbücher Deutschlands in den Jahren 1917 wegen Papiermangels aufgrund des Ersten Weltkriegs und ab 1942 während des Zweiten Weltkriegs. Auch die früher für viele Städte verfügbaren Adressbücher, die alle Einwohner einer Stadt auflisteten, enthielten mitunter Telefonnummern.
Obwohl es zunächst als reines Verzeichnis gedacht war, erschien bereits 1897 die erste Werbeanzeige im Kölner „Telephon-Teilnehmer-Verzeichnis“ und begründete die Geschichte des Telefonbuchs als Informations- und Werbemedium. Durch seine Auslieferung als Amtliches Fernsprechbuch an alle Fernsprechteilnehmer erreichte es in den 1970er-Jahren eine massenhafte Verbreitung in den deutschen Haushalten. Seit der Privatisierung in den 1980er-Jahren ist es als „Telefonbuch“ erhältlich.
Die Eintragung im Telefonbuch war lange Zeit für jeden Anschlussinhaber verpflichtend, nur bei besonderen Umständen (z. B. wenn die private Telefonnummer einer prominenten Person nicht bekannt werden sollte) konnte darauf verzichtet werden. Heute ist die Nennung im Telefonbuch dagegen freiwillig.
2006 gab es 125 regionale Ausgaben mit einer Gesamtauflage von 32 Mio. Exemplaren. Die größte Auflage gab es in Berlin. Der gesamte Branchenumsatz wurde im Jahr 2006 auf ca. 1 Mrd. € geschätzt.
Online-Ausgaben der Telefonbücher bieten dem Nutzer neue Serviceangebote, die das Finden von Einträgen erleichtern. Statistiken zeigen, dass die Zugriffszahlen auf das Onlineangebot kontinuierlich ansteigen. Ebenfalls wird eine App für iPhone, Windows Phone, Blackberry und Android-Smartphones angeboten. Seit 2014 erscheinen neben dem umfassenden Telefonbuch-Kompendium noch Spezialverzeichnisse wie der „TB Guide“ für die Städte Berlin, Hamburg und München (Stand: Januar 2015).
Bis zum Inkrafttreten des Telekommunikationsmodernisierungsgesetz (BGBl. 2021 I S. 1858) am 1. Dezember 2021 war die in der Regel einmal jährliche Herausgabe eines gedruckten öffentlichen Teilnehmerverzeichnisses als Universaldienstleistung und damit als unabdingbare Grundversorgung verpflichtend gem. § 78 Abs. 2 Nr. 3 TKG a. F. in Verbindung mit §§ 45m, 104 TKG a. F. Universaldienstleistungen wurden damals durch die Deutsche Telekom erbracht, deren Tochter DeTeMedien im Zusammenwirken mit Telefonbuchverlagen diese Verpflichtung mit der jährlichen Herausgabe von „Das Telefonbuch“ erfüllte.

### Österreich
In Österreich wurde das erste Telefonverzeichnis am 15. Juni 1881 veröffentlicht. Dabei handelte es sich um eine Werbeeinschaltung im humoristischen Volksblatt Kikeriki, die nur einige wenige Einträge von Prominenten enthielt. Das erste offizielle Verzeichnis mit allen Anschlüssen erschien Ende 1881 mit der Eröffnung der ersten Wiener Fernmeldezentrale.
Mit steigender Anschlusszahl wurden die Ausgaben des Amtlichen Telefonbuchs dicker, obwohl mit kleinerer, schmaler Schrift, Abkürzungen und dünneren Papier gegengesteuert wurde. Zunehmend wurden Bundesländerausgaben in mehrere Bände geteilt. Wien in 3 Alphabet-Teile (A–H …) und ein Berufs- und Branchenverzeichnis (BBV, kurz: Branchenverzeichnis, auch: Gelbe Seiten) als 4. Band. Niederösterreich gebietsweise; Öberösterreich und die Steiermark jeweils in die Landeshauptstadt (mit Gelbe Seiten) und den Rest (ohne); Tirol in Innsbruck (mit BBV), Oberland und Unterland.
Telefonbücher wurden in den 1970ern durch Vor-die-Wohnungstür-Legen vom Briefträger zugestellt. Kostenlos (optional alle Teile des Bundeslandes) für jeden Inhaber eines Festnetzanschlusses der ÖPT. Kostengünstig für 10 ATS pro Band nachbeschaffbar beim nächsten Postamt.
Der Herold-Verlag gab das Amtliche heraus, insbesondere für Firmen erschienen deutlich dünnere mit demselben Verzeichnisinhalt.
2017 erhielten noch rund 200.000 Wiener die Papierbände, 2023 (im Juni erschienen) nur mehr 155.000. Die Gesamtauflage über alle Bundesländer hinweg sank von einem Maximum von 7 Millionen auf etwa 4 Millionen.
Auf das aktuelle österreichische Telefonbuch kann online zugegriffen werden.

### Schweiz

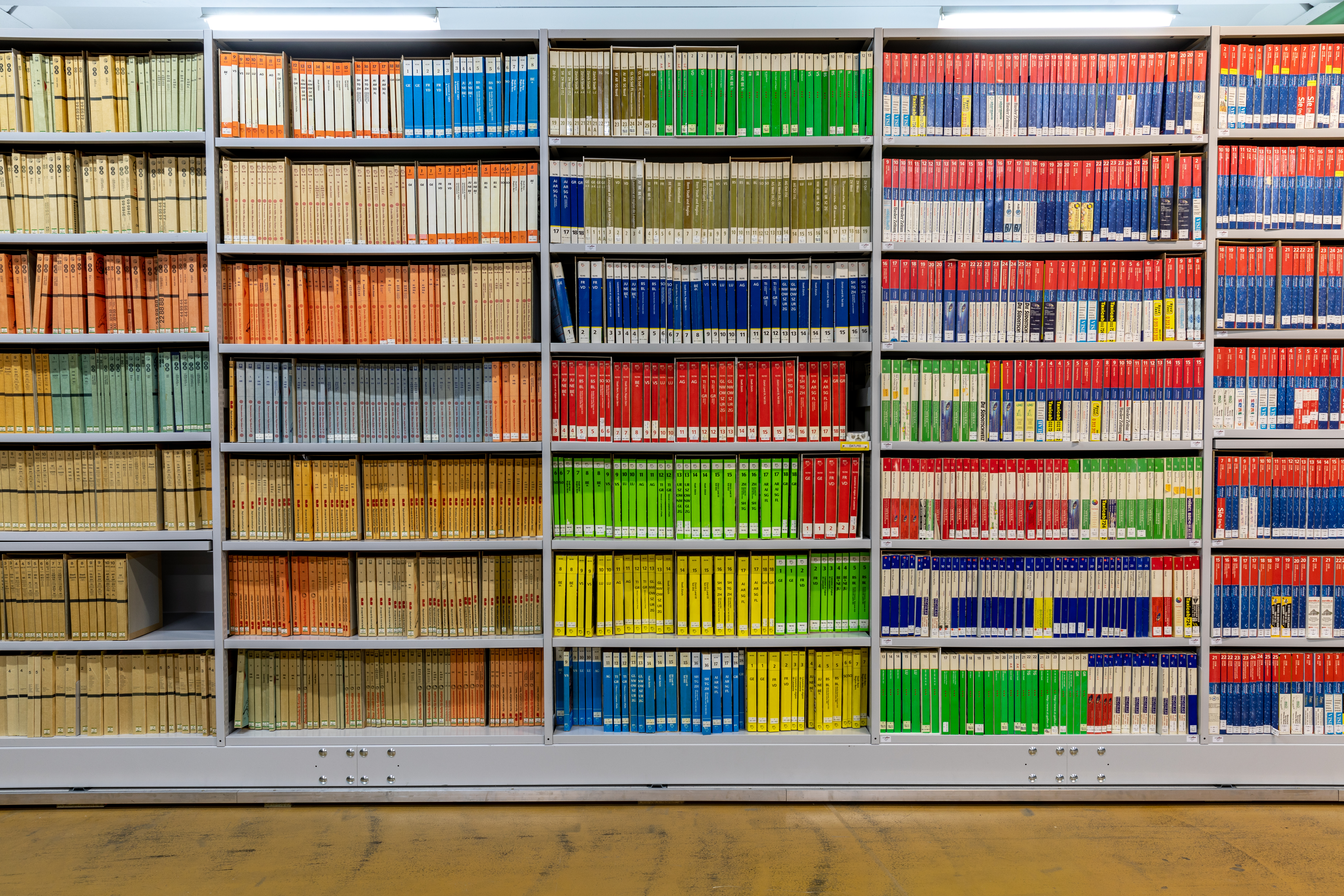
Alle Schweizer Telefonbücher ab 1880 befinden sich im PTT-Archiv

1880 erschien das erste Telefonverzeichnis in der Stadt Zürich als Abonnentenliste der damaligen „Zürcher Telephon-Gesellschaft“ mit gerade mal 98 Einträgen. 1881 folgte Basel und brachte ein eigenes Teilnehmerverzeichnis heraus. Das Telefonbuch entwickelte sich in der Schweiz rasant. Bereits 1900 existierten 38.000 Einträge, 1959 waren es eine Million und heute rund 4,3 Millionen Einträge.
Das Schweizer Telefonbuch gibt es auch online bei local.ch, search.ch, help.ch und www.zip.ch und für den Zugriff vom Mobiltelefon, beispielsweise als Mobile App von local.ch und search.ch für Smartphones und Tablets.
Von 2013 bis 2022 gab das Unternehmen Localsearch das Telefonbuch Local Guide in rund 100 regionalen Ausgaben heraus. 2022 wurde der Druck der Telefonbücher wegen zurückgehender Nachfrage eingestellt.

### Niederlande
Auch in den Niederlanden erscheint 2023 kein Telefonbuch aus Papier mehr.

### Welt
Es gibt das Phonebook of the World. Die Firma yellow.com verfügte einmal über ein Verzeichnis der Telefonbücher aus allen Erdteilen, hat aber ein neues Modell, so dass dort teils veraltete Telefonbücher nur noch über das Internetarchiv abgerufen werden können.

## Sortierung
Die Teilnehmer können innerhalb des Telefonbuchs nach Orten gruppiert sein. Zu vielen Telefonbüchern gibt es die sogenannten „Gelben Seiten“, in denen gewerbliche Teilnehmer nach Branchen geordnet sind; erweiterte Einträge zum Unternehmen sind kostenpflichtig.
Beachtenswert ist die Behandlung von Umlauten bei der Sortierung der Namen. Sie unterscheidet sich zum einen von Lexika und zum anderen zwischen verschiedenen deutschsprachigen Ländern, siehe → Alphabetische Sortierung.
In den meisten Ländern werden Privatteilnehmer nach ihrem Familiennamen einsortiert.
In Island werden die Teilnehmer – in Ermangelung von Familiennamen – nach den Vornamen sortiert.

## Bedeutung für die Familienforschung
Frühere Ausgaben von Telefonbüchern sind eine wertvolle Quelle für die Familienforschung. Im Unterschied zu den für einige Großstädte noch etwa bis zur Jahrtausendwende aufgelegten Adressbüchern erschienen sie flächendeckend und zudem mit größerer Regelmäßigkeit. Im Gegensatz zu den meisten Adressbüchern sind nicht alle volljährigen Familienmitglieder eines Haushalts, sondern nur der Name des oder der Anschlussinhaber aufgeführt. Zudem konnten die Fernsprechteilnehmer selbst zu der Zeit, als ein Eintrag im Telefonbuch noch verpflichtend war, sowohl auf die Angabe ihres vollständigen Vornamens als auch ihrer Anschrift verzichten. Ein Vorteil gegenüber den Adressbüchern ist wiederum, dass bei einer Aufführung mehrerer Namen zu einem Telefonanschluss (oftmals beider Ehepartner) diese eindeutig einem gemeinsamen Haushalt zugeordnet sind, während bei Adressbüchern dieselben Personen nur untereinander aufgeführt sind, im Falle eines Mehrfamilienhauses demnach auch in unterschiedlichen Wohnungen gelebt haben könnten und je nach Häufigkeit des Familiennamens nicht einmal eine Verwandtschaft sicher angenommen werden kann. Außerdem ist innerhalb eines Vorwahlbereichs mittels der Telefonnummer im Zeitablauf eine eindeutigere Identifizierung einer Person gewährleistet, als dies allein über den Namen und die wechselnde Anschrift der Fall ist.

## Trivia
- Das Titelbild der Ausgabe des Berliner Telefonbuches des Jahres 2008 zeigte aufgrund eines Missgeschicks an Stelle des Roten Rathauses das Rathaus von München.[19]
- Das Zerreißen eines Telefonbuchs ist ein klassischer Zaubertrick.
- Der Kirchenhistoriker Ernst Benz veröffentlichte anhand des Telefonbuches von San Francisco in den 1960er-Jahren Überlegungen zur Religionsgeschichte.[20]